# Dun-les-Places
Dun-les-Places é uma comuna francesa na região administrativa de Borgonha-Franco-Condado, no departamento Nièvre. Estende-se por uma área de 47,1 km². Em 2010 a comuna tinha 355 habitantes (densidade: 7,5 hab./km²).